# Нижньолачентау
Нижньолачента́у (рос. Нижнелачентау, башк. Түбәнге Ласынтау) — село (у минулому присілок) у складі Бірського району Башкортостану, Росія. Входить до складу Верхньолачентауської сільської ради.
Населення — 77 осіб (2010; 104 у 2002).
Національний склад:
- башкири — 94 %